# Estrela Vermelha
Clube Desportivo Estrela Vermelha da Beira, besser bekannt als Estrela Vermelha, ist ein mosambikanischer Fußballverein mit Sitz in der Stadt Beira.

## Geschichte
Der Verein wurde am 29. Juli 1943 in Beira gegründet. Estrela Vermelha spielte erstmals 1981 in der höchsten mosambikanischen Liga, der Moçambola, beendete die Saison jedoch als Letzter. Es dauerte bis 2012, bis der Verein erneut in die Moçambola aufstieg, nachdem er die zweitklassige Segunda Divisão gewonnen hatte. In der Saison 2013 konnte Estrela Vermelha mit einem zehnten Platz knapp die Klasse halten, stieg jedoch in der darauffolgenden Saison 2014 wieder ab.
Im Jahr 2019 gewann Estrela Vermelha die Provinzmeisterschaft von Sofala, das dritte Mal in der Vereinsgeschichte. Derzeit spielt der Verein in der zweitklassigen Segunda Divisão. In der Saison 2023 erreichte der Verein erneut nicht die Aufstiegsrunden und wurde in der Provincial de Sofala Fünfter, hinter der zweiten Mannschaft von Ferroviário Beira und vor Matchedje da Beira.
Am 21. Juli 2020 besuchte der Präsident der Federação Moçambicana de Futebol, Feizal Sidat, zusammen mit dem nationalen technischen Direktor, Arnaldo Salvado, den Club Estrela Vermelha da Beira. Während dieses Besuchs informierte sich der Präsident über den Fortschritt der Vereinbarung mit Investoren bezüglich der zum Verein gehörenden Räumlichkeiten und des Ausbildungsprojekts im Fußball.

## Stadion
Die Heimspielstätte des Vereins ist das Estádio do Ferroviário in Beira, das eine Kapazität von 7000 Zuschauern hat.

## Erfolge
- Mosambikanischer Zweitligameister: 2012
- Provincial de Sofala-Cup (3): unbekanntes Jahr, 2012, 2019[7]